# كرازدان
كرازدان (بالفارسية: گرازدان) هي منطقة سكنية تقع في إيران، مقاطعة لامرد، بلدة أشكنان، قسم أشكنان. أُشير إليها في تعداد سنة 2006، ولكن لم يُعلن عدد سُكانها رسميًّا.